# Marchwica
Marchwica (Mutellina Mill.) – rodzaj bylin należący do rodziny selerowatych. Obejmuje trzy gatunki. Występują one w Europie Środkowej i Południowej oraz na Kaukazie. Najszerzej rozprzestrzeniona jest marchwica pospolita M. purpurea, należąca także do flory Polski. Pozostałe dwa gatunki są endemitami Korsyki (M. corsica) i Kaukazu (M. caucasica). Rośliny te występują na górskich łąkach i na terenach skalistych.

## Morfologia
PokrójByliny o nagich pędach.
LiściePodwójnie, potrójnie lub poczwórnie pierzastosieczne, podługowate lub trójkątne w obrysie. Końcowe odcinki są lancetowate lub równowąskie.
KwiatyZebrane w baldachy złożone. Pokrywy i pokrywki są nieliczne, czasem pokryw brak. Baldach składa się z kilku lub wielu baldaszków, zwykle szeroko rozpostartych. Płatki korony są białe, różowe lub purpurowe. Szyjki słupka zwykle dłuższe, rzadziej krótsze od stylopodium.
OwoceNagie, jajowate lub owalnie jajowate, spłaszczone rozłupnie, żebra bardzo silnie rozwinięte, stąd owoce niemal oskrzydlone.

## Systematyka
Pozycja systematyczna
Rodzaj z podrodziny Apioideae  Seemann, rodziny selerowatych (Apiaceae Lindl.) z rzędu selerowców (Apiales Lindl.). Gatunki tu zaliczane są włączane do rodzaju lubiśnik Ligusticum w jego szerokim ujęciu.
Wykaz gatunków
- Mutellina caucasica (Sommier & Levier) T.V.Lavrova
- Mutellina corsica (J.Gay) Reduron, Charpin & Pimenov
- Mutellina purpurea (Poir.) Reduron, Charpin & Pimenov – marchwica pospolita